# Abuta candollei
Abuta candollei är en tvåhjärtbladig växtart som beskrevs av José Jéronimo Triana och Planch.. Abuta candollei ingår i släktet Abuta och familjen Menispermaceae. Inga underarter finns listade i Catalogue of Life.